# شباك التذاكر الأمريكية
شباك التذاكر هو الإيرادات التي ينتجها الفيلم أثناء وجوده في المسارح. جميع السجلات هنا تخص الولايات المتحدة وكندا معًا، وهي سوق تُعرف باسم شباك التذاكر في أمريكا الشمالية وشباك التذاكر المحلي ،    وحيث يتم تحديد الإجمالي بالدولار الأمريكي.
نظرًا لاختلاف طرق قياس إيرادات الأفلام، هناك العديد من حاملي السجلات، اعتمادًا على الفترة الزمنية التي تم خلالها قياس الإيرادات، وما إذا تم تعديل الإيرادات وفقًا للتضخم.

## أعلى 5 سجلات استيعاب شاملة
| مرتبة | فيلم                    | الاسم بالانجليزية            | موزع                  | تاريخ النشر    | المتحصل على شباك التذاكر (دولار أمريكي) |
| ----- | ----------------------- | ---------------------------- | --------------------- | -------------- | --------------------------------------- |
| 1     | حرب النجوم: القوة يوقظ  | Star Wars: The Force Awakens | استوديوهات والت ديزني | 18 ديسمبر 2015 | 936662225 دولارًا                        |
| 2     | المنتقمون: نهاية اللعبة | Avengers: Endgame            | استوديوهات والت ديزني | 26 أبريل 2019  | 858373000 دولار                         |
| 3     | الصورة الرمزية          | Avatar                       | القرن العشرين فوكس    | 18 ديسمبر 2009 | 760507.625 دولار                        |
| 4     | الفهد الأسود            | Black Panther                | استوديوهات والت ديزني | 16 فبراير 2018 | 700,059,566 دولار                       |
| 5     | المنتقمون: إنفينيتي وور | Avengers: Infinity War       | استوديوهات والت ديزني | 27 أبريل 2018  | 678,815,482 دولار                       |

## أعلى 5 سجلات استيعاب شاملة معدلة للتضخم
| مرتبة | فيلم                   | الاسم بالانجليزية          | موزع               | سنة الإصدار | إجمالي معدل التضخم (بالدولار الأمريكي) | إجمالي غير معدل (بالدولار الأمريكي) |
| ----- | ---------------------- | -------------------------- | ------------------ | ----------- | -------------------------------------- | ----------------------------------- |
| 1     | ذهب مع الريح           | Gone with the Wind         | MGM                | 1939        | 1,825,055,106 دولار                    | 198676459 دولارًا                    |
| 2     | حرب النجوم             | Star Wars                  | القرن العشرين فوكس | 1977        | 1,608,419,988 دولار                    | 460,998,007 دولار                   |
| 3     | صوت الموسيقى           | The Sound of Music         | القرن العشرين فوكس | 1965        | 1,286,011,062 دولار                    | 158671368 دولارًا                    |
| 4     | إي. تي. الأرضية اضافية | E.T. the Extra-Terrestrial | صور عالمية         | 1982        | 1,280,994,329 دولارًا                   | 435.110.554 دولار                   |
| 5     | تايتانيك               | Titanic                    | صور قصوى           | 1997        | 1,224,033,657 دولارًا                   | 659363.944 دولار                    |

## أعلى 5 سجلات متعددة الأيام
افتتاح عطلة نهاية الاسبوع هو أول من الجمعة إلى الأحد في الإفراج واسعة. على مدى ثلاثة أيام إلى عشرة أيام سجلات تحسب من أول يوم في الإفراج واسعة.

### افتتاح نهايه الاسبوع
| مرتبة | فيلم                    | الاسم بالانجليزية            | موزع                  | تاريخ النشر              | المتحصل على شباك التذاكر (دولار أمريكي) |
| ----- | ----------------------- | ---------------------------- | --------------------- | ------------------------ | --------------------------------------- |
| 1     | المنتقمون: نهاية اللعبة | Avengers: Endgame            | استوديوهات والت ديزني | من 26 إلى 28 أبريل 2019  | 357,115,007 دولار                       |
| 2     | المنتقمون: إنفينيتي وور | Avengers: Infinity War       | استوديوهات والت ديزني | من 27 إلى 29 أبريل 2018  | 257.698.183 دولار                       |
| 3     | حرب النجوم: القوة يوقظ  | Star Wars: The Force Awakens | استوديوهات والت ديزني | 18-20 ديسمبر 2015        | 247.966.675 دولار                       |
| 4     | حرب النجوم: آخر جيدي    | Star Wars: The Last Jedi     | استوديوهات والت ديزني | من 15 إلى 17 ديسمبر 2017 | 220.009.584 دولار                       |
| 5     | العالم الجوراسي         | Jurassic World               | صور عالمية            | من 12 إلى 14 يونيو 2015  | 208806.270 دولار                        |

### ثلاثة أيام
| مرتبة | فيلم                    | الاسم بالانجليزية            | موزع                  | تاريخ النشر                                             | المتحصل على شباك التذاكر (دولار أمريكي) |
| ----- | ----------------------- | ---------------------------- | --------------------- | ------------------------------------------------------- | --------------------------------------- |
| 1     | المنتقمون: نهاية اللعبة | Avengers: Endgame            | استوديوهات والت ديزني | 26-28 أبريل 2019 (الجمعة - الأحد)                       | 357,115,007 دولار                       |
| 2     | المنتقمون: إنفينيتي وور | Avengers: Infinity War       | استوديوهات والت ديزني | 27-29 أبريل 2018 (الجمعة - الأحد)                       | 257.698.183 دولار                       |
| 3     | حرب النجوم: القوة يوقظ  | Star Wars: The Force Awakens | استوديوهات والت ديزني | 18 - 20 كانون الأول (ديسمبر) 2015 (الجمعة - الأحد)      | 247.966.675 دولار                       |
| 4     | حرب النجوم: آخر جيدي    | Star Wars: The Last Jedi     | استوديوهات والت ديزني | من 15 إلى 17 كانون الأول (ديسمبر) 2017 (الجمعة - الأحد) | 220.009.584 دولار                       |
| 5     | العالم الجوراسي         | Jurassic World               | صور عالمية            | من 12 إلى 14 حزيران (يونيو) 2015 (الجمعة - الأحد)       | 208806.270 دولار                        |

### أربعة أيام
| مرتبة | فيلم                    | الاسم بالانجليزية            | موزع                  | تاريخ النشر                                               | المتحصل على شباك التذاكر (دولار أمريكي) |
| ----- | ----------------------- | ---------------------------- | --------------------- | --------------------------------------------------------- | --------------------------------------- |
| 1     | المنتقمون: نهاية اللعبة | Avengers: Endgame            | استوديوهات والت ديزني | 26 - 29 نيسان (أبريل) 2019 (الجمعة - الإثنين)             | 393,989,446 دولار                       |
| 2     | حرب النجوم: القوة يوقظ  | Star Wars: The Force Awakens | استوديوهات والت ديزني | 18 - 21 كانون الأول (ديسمبر) 2015 (الجمعة - الإثنين)      | 288.076.417 دولار                       |
| 3     | المنتقمون: إنفينيتي وور | Avengers: Infinity War       | استوديوهات والت ديزني | 27-30 أبريل 2018 (الجمعة - الإثنين)                       | 282,438,300 دولار                       |
| 4     | الفهد الأسود            | Black Panther                | استوديوهات والت ديزني | من 16 إلى 19 شباط (فبراير) 2018 (الجمعة - الإثنين)        | 242155680 دولارًا                        |
| 5     | حرب النجوم: آخر جيدي    | Star Wars: The Last Jedi     | استوديوهات والت ديزني | من 15 إلى 18 كانون الأول (ديسمبر) 2017 (الجمعة - الإثنين) | 241.565.957 دولار                       |

### خمسة أيام
| مرتبة | فيلم                    | الاسم بالانجليزية            | موزع                  | تاريخ النشر                                                | المتحصل على شباك التذاكر (دولار أمريكي) |
| ----- | ----------------------- | ---------------------------- | --------------------- | ---------------------------------------------------------- | --------------------------------------- |
| 1     | المنتقمون: نهاية اللعبة | Avengers: Endgame            | استوديوهات والت ديزني | 26 - 30 نيسان (أبريل) 2019 (الجمعة - الثلاثاء)             | 427.099.795 دولار                       |
| 2     | حرب النجوم: القوة يوقظ  | Star Wars: The Force Awakens | استوديوهات والت ديزني | 18-22 كانون الأول (ديسمبر) 2015 (الجمعة - الثلاثاء)        | 325,438,146 دولار                       |
| 3     | المنتقمون: إنفينيتي وور | Avengers: Infinity War       | استوديوهات والت ديزني | 27 أبريل - 1 مايو 2018 (الجمعة - الثلاثاء)                 | 305,864,408 دولار                       |
| 4     | الفهد الأسود            | Black Panther                | استوديوهات والت ديزني | من 16 إلى 20 شباط (فبراير) 2018 (الجمعة - الثلاثاء)        | 263,013,041 دولار                       |
| 5     | حرب النجوم: آخر جيدي    | Star Wars: The Last Jedi     | استوديوهات والت ديزني | من 15 إلى 19 كانون الأول (ديسمبر) 2017 (الجمعة - الثلاثاء) | 261820146 دولار                         |

### سبعة أيام
| مرتبة | فيلم                    | الاسم بالانجليزية            | موزع                  | تاريخ النشر                                              | المتحصل على شباك التذاكر (دولار أمريكي) |
| ----- | ----------------------- | ---------------------------- | --------------------- | -------------------------------------------------------- | --------------------------------------- |
| 1     | المنتقمون: نهاية اللعبة | Avengers: Endgame            | استوديوهات والت ديزني | 26 أبريل - 2 مايو 2019 (الجمعة - الخميس)                 | 473,894,638 دولار                       |
| 2     | حرب النجوم: القوة يوقظ  | Star Wars: The Force Awakens | استوديوهات والت ديزني | 18 - 24 كانون الأول (ديسمبر) 2015 (الجمعة - الخميس)      | 390856054 دولار                         |
| 3     | المنتقمون: إنفينيتي وور | Avengers: Infinity War       | استوديوهات والت ديزني | 27 أبريل - 3 مايو 2018 (الجمعة - الخميس)                 | 338.332.540 دولار                       |
| 4     | حرب النجوم: آخر جيدي    | Star Wars: The Last Jedi     | استوديوهات والت ديزني | من 15 إلى 21 كانون الأول (ديسمبر) 2017 (الجمعة - الخميس) | 296602356 دولار                         |
| 5     | العالم الجوراسي         | Jurassic World               | صور عالمية            | من 12 إلى 18 حزيران (يونيو) 2015 (الجمعة - الخميس)       | 296.211.655 دولار                       |

### عشرة أيام
| مرتبة | فيلم                    | الاسم بالانجليزية            | موزع                  | تاريخ النشر                                  | المتحصل على شباك التذاكر (دولار أمريكي) |
| ----- | ----------------------- | ---------------------------- | --------------------- | -------------------------------------------- | --------------------------------------- |
| 1     | المنتقمون: نهاية اللعبة | Avengers: Endgame            | استوديوهات والت ديزني | 26 أبريل - 5 مايو 2019 (الجمعة - الأحد)      | 621.277.849 دولار                       |
| 2     | حرب النجوم: القوة يوقظ  | Star Wars: The Force Awakens | استوديوهات والت ديزني | 18-27 ديسمبر 2015 (الجمعة - الأحد)           | 540.058.914 دولار                       |
| 3     | المنتقمون: إنفينيتي وور | Avengers: Infinity War       | استوديوهات والت ديزني | 27 أبريل - 6 مايو 2018 (الجمعة - الأحد)      | 453,107,350 دولار                       |
| 4     | الفهد الأسود            | Black Panther                | استوديوهات والت ديزني | من 16 إلى 25 فبراير 2018 (الجمعة - الأحد)    | 403,613,257 دولار                       |
| 5     | العالم الجوراسي         | Jurassic World               | صور عالمية            | 12 - 21 حزيران (يونيو) 2015 (الجمعة - الأحد) | 402,800,065 دولار                       |

## أعلى 5 سجلات المدخول اليومية

### غير محدد
| مرتبة | فيلم                    | الاسم بالانجليزية            | موزع                  | تاريخ                   | المتحصل على شباك التذاكر (دولار أمريكي) |
| ----- | ----------------------- | ---------------------------- | --------------------- | ----------------------- | --------------------------------------- |
| 1     | المنتقمون: نهاية اللعبة | Avengers: Endgame            | استوديوهات والت ديزني | 26 أبريل 2019 (الجمعة)  | 157,461,641 دولار                       |
| 2     | حرب النجوم: القوة يوقظ  | Star Wars: The Force Awakens | استوديوهات والت ديزني | 18 ديسمبر 2015 (الجمعة) | 119119282 دولارًا                        |
| 3     | المنتقمون: نهاية اللعبة | Avengers: Endgame            | استوديوهات والت ديزني | 27 أبريل 2019 (السبت)   | 109264122 دولارًا                        |
| 4     | المنتقمون: إنفينيتي وور | Avengers: Infinity War       | استوديوهات والت ديزني | 27 أبريل 2018 (الجمعة)  | 105978264 دولار                         |
| 5     | حرب النجوم: آخر جيدي    | Star Wars: The Last Jedi     | استوديوهات والت ديزني | 15 ديسمبر 2017 (الجمعة) | 104,684,491 دولار                       |

### الأحد
| مرتبة | فيلم                    |                              | موزع                  | تاريخ          | المتحصل على شباك التذاكر (دولار أمريكي) |
| ----- | ----------------------- | ---------------------------- | --------------------- | -------------- | --------------------------------------- |
| 1     | المنتقمون: نهاية اللعبة | Avengers: Endgame            | استوديوهات والت ديزني | 28 أبريل 2019  | 90.389.244 دولار                        |
| 2     | حرب النجوم: القوة يوقظ  | Star Wars: The Force Awakens | استوديوهات والت ديزني | 20 ديسمبر 2015 | 60553189 دولار                          |
| 3     | الفهد الأسود            | Black Panther                | استوديوهات والت ديزني | 18 فبراير 2018 | 60,096,000 دولار                        |
| 4     | العالم الجوراسي         | Jurassic World               | صور عالمية            | 14 يونيو 2015  | 57207.490 دولار                         |
| 5     | المنتقمون               | The Avengers                 | استوديوهات والت ديزني | 6 مايو 2012    | 57.066.733 دولار                        |

### الإثنين
| مرتبة | فيلم                    | الاسم بالانجليزية            | موزع                  | تاريخ          | المتحصل على شباك التذاكر (دولار أمريكي) |
| ----- | ----------------------- | ---------------------------- | --------------------- | -------------- | --------------------------------------- |
| 1     | الفهد الأسود            | Black Panther                | استوديوهات والت ديزني | 19 فبراير 2018 | 40151729 دولارًا                         |
| 2     | حرب النجوم: القوة يوقظ  | Star Wars: The Force Awakens | استوديوهات والت ديزني | 21 ديسمبر 2015 | 40109.742 دولار                         |
| 3     | المنتقمون: نهاية اللعبة | Avengers: Endgame            | استوديوهات والت ديزني | 29 أبريل 2019  | 3687439 دولار                           |
| 4     | روغ ون: قصة حرب النجوم  | Rogue One: A Star Wars Story | استوديوهات والت ديزني | 26 ديسمبر 2016 | 32.085.637 دولار                        |
| 5     | حرب النجوم: القوة يوقظ  | Star Wars: The Force Awakens | استوديوهات والت ديزني | 28 ديسمبر 2015 | 31362.029 دولارًا                        |

### الثلاثاء
| مرتبة | فيلم                            | الاسم بالانجليزية            | موزع                  | تاريخ          | المتحصل على شباك التذاكر (دولار أمريكي) |
| ----- | ------------------------------- | ---------------------------- | --------------------- | -------------- | --------------------------------------- |
| 1     | الرجل العنكبوت: بعيدًا عن المنزل | Spider-Man: Far From Home    | سوني بيكتشرز          | 2 يوليو 2019   | 39255628 دولار                          |
| 2     | حرب النجوم: القوة يوقظ          | Star Wars: The Force Awakens | استوديوهات والت ديزني | 22 ديسمبر 2015 | 37361729 دولارًا                         |
| 3     | الرجل العنكبوت المذهل           | The Amazing Spider-Man       | سوني بيكتشرز          | 3 يوليو 2012   | 35,016,884 دولار                        |
| 4     | المنتقمون: نهاية اللعبة         | Avengers: Endgame            | استوديوهات والت ديزني | 30 أبريل 2019  | 33110349 دولارًا                         |
| 5     | حرب النجوم: القوة يوقظ          | Star Wars: The Force Awakens | استوديوهات والت ديزني | 29 ديسمبر 2015 | 29.528.583 دولار                        |

### الأربعاء
| مرتبة | فيلم                          | الاسم بالانجليزية                         | موزع                       | تاريخ         | المتحصل على شباك التذاكر (دولار أمريكي) |
| ----- | ----------------------------- | ----------------------------------------- | -------------------------- | ------------- | --------------------------------------- |
| 1     | ملحمة الشفق: الكسوف           | The Twilight Saga: Eclipse                | قمة الترفيه                | 30 يونيو 2010 | 68.533.840 دولار                        |
| 2     | المحولات الثأر من الذين سقطوا | Transformers: Revenge of the Fallen       | DreamWorks / صور باراماونت | 24 يونيو 2009 | 62,016,476 دولار                        |
| 3     | هاري بوتر والأمير نصف الدم    | Harry Potter and the Half-Blood Prince    | وارنر بروس.                | 15 يوليو 2009 | 58175412 دولارًا                         |
| 4     | هاري بوتر وجماعة العنقاء      | Harry Potter and the Order of the Phoenix | وارنر بروس.                | 11 يوليو 2007 | 44232338 دولارًا                         |
| 5     | الرجل العنكبوت 2              | Spider-Man 2                              | سوني بيكتشرز               | 30 يونيو 2004 | 40442604 دولار                          |

### الخميس
| مرتبة | فيلم                                         | الاسم بالانجليزية                            | موزع                       | تاريخ         | المتحصل على شباك التذاكر (دولار أمريكي) |
| ----- | -------------------------------------------- | -------------------------------------------- | -------------------------- | ------------- | --------------------------------------- |
| 1     | حرب النجوم: الحلقة الثالثة - انتقام السيث    | Star Wars: Episode III – Revenge of the Sith | القرن العشرين فوكس         | 19 مايو 2005  | 50,013,859 دولار                        |
| 2     | ماتريكس معاد تحميل                           | The Matrix Reloaded                          | وارنر بروس.                | 15 مايو 2003  | 37508303 دولار                          |
| 3     | مخلفات الجزء الثاني                          | The Hangover Part II                         | وارنر بروس.                | 26 مايو 2011  | 31610367 دولارًا                         |
| 4     | حرب النجوم: الحلقة الثانية - هجوم المستنسخين | Star Wars: Episode II – Attack of the Clones | القرن العشرين فوكس         | 16 مايو 2002  | 30141471 دولارًا                         |
| 5     | المحولات الثأر من الذين سقطوا                | Transformers: Revenge of the Fallen          | DreamWorks / صور باراماونت | 25 يونيو 2009 | 29,094,472 دولار                        |

### يوم الجمعة
| مرتبة | فيلم                                      | الاسم بالانجليزية                             | موزع                  | تاريخ          | المتحصل على شباك التذاكر (دولار أمريكي) |
| ----- | ----------------------------------------- | --------------------------------------------- | --------------------- | -------------- | --------------------------------------- |
| 1     | المنتقمون: نهاية اللعبة                   | Avengers: Endgame                             | استوديوهات والت ديزني | 26 أبريل 2019  | 157,461,641 دولار                       |
| 2     | حرب النجوم: القوة يوقظ                    | Star Wars: The Force Awakens                  | استوديوهات والت ديزني | 18 ديسمبر 2015 | 119119282 دولارًا                        |
| 3     | المنتقمون: إنفينيتي وور                   | Avengers: Infinity War                        | استوديوهات والت ديزني | 27 أبريل 2018  | 105978264 دولار                         |
| 4     | حرب النجوم: آخر جيدي                      | Star Wars: The Last Jedi                      | استوديوهات والت ديزني | 15 ديسمبر 2017 | 104,684,491 دولار                       |
| 5     | هاري بوتر والأقداس المهلكة - الجزء الثاني | Harry Potter and the Deathly Hallows – Part 2 | وارنر بروس.           | 15 يوليو 2011  | 91.071.119 دولار                        |

### يوم السبت
| مرتبة | فيلم                    | الاسم بالانجليزية            | موزع                  | تاريخ          | المتحصل على شباك التذاكر (دولار أمريكي) |
| ----- | ----------------------- | ---------------------------- | --------------------- | -------------- | --------------------------------------- |
| 1     | المنتقمون: نهاية اللعبة | Avengers: Endgame            | استوديوهات والت ديزني | 27 أبريل 2019  | 109264122 دولارًا                        |
| 2     | المنتقمون: إنفينيتي وور | Avengers: Infinity War       | استوديوهات والت ديزني | 28 أبريل 2018  | 83,017,000 دولار                        |
| 3     | العالم الجوراسي         | Jurassic World               | صور عالمية            | 13 يونيو 2015  | 69.644.830 دولار                        |
| 4     | الأعجوبة المنتقمون      | Marvel's The Avengers        | استوديوهات والت ديزني | 5 مايو 2012    | 69557990 دولارًا                         |
| 5     | حرب النجوم: القوة يوقظ  | Star Wars: The Force Awakens | استوديوهات والت ديزني | 19 ديسمبر 2015 | 68294204 دولار                          |

## أعلى 5 مآخذ محددة عطلة نهاية الأسبوع

### عطلة نهاية الأسبوع يوم الذكرى
لعطلة نهاية الأسبوع بما في ذلك يوم الذكرى:
| مرتبة | فيلم                                    | الاسم بالانجليزية                                  | موزع                  | تاريخ النشر            | المتحصل على شباك التذاكر (دولار أمريكي) |
| ----- | --------------------------------------- | -------------------------------------------------- | --------------------- | ---------------------- | --------------------------------------- |
| 1     | قراصنة الكاريبي: في نهاية العالم        | Pirates of the Caribbean: At World's End           | استوديوهات والت ديزني | 25-28 مايو 2007        | 139802190 دولار                         |
| 2     | إنديانا جونز ومملكة الجمجمة الكريستالية | Indiana Jones and the Kingdom of the Crystal Skull | صور قصوى              | 23-26 مايو 2008        | 126.917.373 دولار                       |
| 3     | X- الرجال: الموقف الأخير                | X-Men: The Last Stand                              | القرن العشرين فوكس    | 26-29 مايو 2006        | 122,861,157 دولارًا                      |
| 4     | سريع وغاضب 6                            | Fast & Furious 6                                   | صور عالمية            | 24-27 مايو 2013        | 117,036,995 دولارًا                      |
| 5     | علاء الدين                              | Aladdin                                            | استوديوهات والت ديزني | من 24 إلى 27 مايو 2019 | 116805962 دولارًا                        |

## أفلام الرسوم المتحركة
| سجل                                                        | فيلم                     | الاسم بالانجليزية               | عام  | تناول شباك التذاكر (بالدولار الأمريكي) |
| ---------------------------------------------------------- | ------------------------ | ------------------------------- | ---- | -------------------------------------- |
| فيلم الرسوم المتحركة الأعلى ربحًا                           | الخارقون 2               | Incredibles 2                   | 2018 | 608.581.744 دولار                      |
| فيلم الرسوم المتحركة الحاسوبي الأعلى ربحًا                  | الخارقون 2               | Incredibles 2                   | 2018 | 608.581.744 دولار                      |
| فيلم الرسوم المتحركة الأعلى ربحًا معدلًا لتضخم أسعار التذاكر | سنووايت و الأقزام السبعة | Snow White and the Seven Dwarfs | 1937 | 982.090.000 دولار                      |
| أعلى فيلم رسوم متحركة تقليدي                               | الاسد الملك              | The Lion King                   | 1994 | 422.783.777 دولار                      |
| فيلم الرسوم المتحركة الأكثر ربحًا                           | بوكيمون: الفيلم الأول    | Pokémon: The First Movie        | 1999 | 85744662 دولارًا                        |
| أعلى فيلم رسوم متحركة بإيقاف الحركة                        | الدجاج يركض              | Chicken Run                     | 2000 | 106.834.564 دولار                      |
| امتياز فيلم الرسوم المتحركة الأعلى ربحًا                    | شريك                     | Shrek                           | 2001 | 1,419,608,493 دولار                    |

## أعلى 5 امتيازات وسلسلة أفلام ربحًا
| مرتبة | سلسلة                                               | الاسم بالانجليزية                                          | موزع                                                                 | عدد الأفلام | مجموع شباك التذاكر (بملايين USD) | متوسط الأفلام (بملايين USD) | الفيلم الأكثر ربحًا                                            |
| ----- | --------------------------------------------------- | ---------------------------------------------------------- | -------------------------------------------------------------------- | ----------- | -------------------------------- | --------------------------- | ------------------------------------------------------------- |
| 1     | Marvel Cinematic Universe S                         | Marvel Cinematic UniverseS                                 | استوديوهات والت ديزني / صور سوني / صور باراماونت / يونيفرسال بيكتشرز | 23          | 8,545.0 دولارًا                   | 371.5 دولارًا                | Avengers: Endgame (858.4 مليون دولار)                         |
| 2     | حرب النجوم                                          | Star Wars                                                  | استوديوهات والت ديزني / 20th Century Fox                             | 11          | 4220.7 دولار                     | 383.7 دولار                 | Star Wars: The Force Awakens (936.7 مليون دولار)              |
| 3     | إعادة إنتاج أفلام الرسوم المتحركة الحية من Disney * | Disney live-action remakes of animated الاسم بالانجليزيةs* | استوديوهات والت ديزني                                                | 13          | 3,078.2 دولار                    | 236.8 دولارًا أمريكيًا        | ذا ليون كينج (540.6 مليون دولار)                              |
| 4     | عالم السحرة                                         | Wizarding World                                            | وارنر بروس.                                                          | 10 *        | 2785.4 دولارًا أمريكيًا            | 278.5 دولارًا                | هاري بوتر والأقداس المهلكة - الجزء الثاني (381.0 مليون دولار) |
| 5     | المنتقمون S                                         | The AvengersS                                              | استوديوهات والت ديزني                                                | 4           | 2619.6 دولار                     | 654.9 دولار                 | Avengers: Endgame (858.4 مليون دولار)                         |